# Jerzy Zapadko
Jerzy Zapadko, Jerzy Zapadko-Mirski, ps. Mirski, Kornik, Dzik, Sułkowski (ur. 18 marca 1924 w Warszawie, zm. 23 kwietnia 1998 w Waszyngtonie) – podporucznik, żołnierz Armii Krajowej, ostatni dowódca batalionu „Parasol” w czasie powstania warszawskiego. Ekonomista, dyrektor w Banku Światowym.

## Życiorys
Ukończył szkołę powszechną nr 194 przy ul. Leszno, zaś w 1939 – Gimnazjum im. Lelewela. Zdał maturę w Liceum Administracyjno-Handlowym im. Roesslerów. W 1938 wstąpił do harcerstwa. Od 1940 w Szarych Szeregach. Był dowódcą hufca „Południe” – Sad 100 („Bravi”) wchodzącego w skład „Agatu”, późniejszego „Parasola”.
Podczas okupacji niemieckiej działał w polskim podziemiu zbrojnym i uczestniczył w jego akcjach, brał udział w m.in.: Akcji pod Arsenałem, akcji wysadzenia mostu pod Czarnocinem, wysadzenia pociągu Wehrmachtu pod Śródborowem (30 czerwca 1943) i akcji Wilanów. Ukończył Szkołę Podchorążych Rezerwy Piechoty „Agricola”. W powstaniu warszawskim dowodził obroną placówek przy ul. Solec, Ludnej i Okrąg na Czerniakowie. Od 14 września 1944 był ostatnim dowódcą batalionu „Parasol”. Został odznaczony Orderem Virtuti Militari i dwukrotnie Krzyżem Walecznych.
Przebywał w Stalagu VIII B w Łambinowicach oraz Oflagu VII A w Murnau, wcielony do 2 Korpusu Polskiego we Włoszech. 30 lipca 1946 w Rzymie wziął ślub z Janiną Lutyk; świadkami byli Melchior Wańkowicz wraz z żoną. Studiował ekonomię w Rzymie, ukończył London School of Economics. Od 1951 przebywał w Stanach Zjednoczonych. Uzyskał tytuł doktora ekonomii (Ph.D.) na Uniwersytecie Georgetown w Waszyngtonie. Pracował jako pracownik Agencji Międzynarodowego Rozwoju St. Zj. (U.S. Agency for International Development) oraz ekspert Banku Światowego, m.in. na rzecz rządów Ameryki Łacińskiej. Przebywając na emigracji co roku przyjeżdżał na kolejne rocznice wybuchu powstania warszawskiego, ostatnio w 1997. Był także działaczem Polonii amerykańskiej. W 1989 przeszedł na emeryturę i pracował w Polsce na rzecz Unii Europejskiej i rządu RP jako konsultant z zakresu bankowości regionalnej i spółdzielczej (1990-1994).
W 1994 został odznaczony Krzyżem Oficerskim Orderu Odrodzenia Polski.